# POPOP
POPOPまたは、1,4-ビス(5-フェニル-2-オキサゾリル)ベンゼン（英語: 1,4-bis(5-phenyloxazol-2-yl)benzene）は、シンチレータの1つ。 波長シフター（二次シンチレータとも呼ばれる）として使用され、短波長の光を長波長の光に変換する。出力スペクトルのピークは410 nmで、紫色である。POPOPは固体および液体の有機シンチレータに使用される。